# 가톨릭관동대학교 체육관
가톨릭관동대학교 체육관(영어: Catholic Kwandong University Gymnasium)은 대한민국 강원특별자치도 강릉시 범일로579번길 24 가톨릭관동대학교 캠퍼스에 위치한 체육관이다. 가톨릭관동대학교의 강릉캠퍼스 내에 위치한다. 동계 올림픽에서의 공식 명칭은 관동 하키 센터(영문:Kwandong Hockey Center)이다. 2018년 평창 동계 올림픽의 아이스하키 종목이 이곳과 강릉 하키 센터에서 나눠 개최되었다.

## 유치
가톨릭관동대학교는 2018년 동계 올림픽, 패럴림픽의 개최지가 평창으로 결정되기 전부터 '동계올림픽 지속발전연구센터'를 발족해 동계올림픽에 대한 연구와 자문 활동을 진행하였다. 이에 따라 평창의 유치를 도왔으며 교내에 경기장까지 유치하게 된다. 대학 내의 경기장 유치는 투자비가 절감되고 사후 경기장 활용성이 증대되는 이점이 있었다. 대학교에서는 이를 통한 외국인 유학생 유치에 기대를 걸고 있다.

## 시설과 운영
대학교의 기존 체육관 부지에 재건축되었으며 2014년 6월 공사를 시작해 2017년 2월에 완공되었다. 연면적 2만 3,570㎡에 주경기장이 1만 9,666㎡, 보조경기장이 3,904㎡ 규모이다. 아이스하키의 역동성과 동해의 파도, 바람 흐름을 모티브로 해 “동해 파도, 하키 역동성(ICE WAVE)”이라는 디자인 컨셉을 가지고 있다. 지하1층, 지상4층 규모로 6,017석의 관람석이 있다. 4층 임시 객석의 철거가 가능한 구조다. 국제 규격에 맞춘 길이 60m, 너비 30m 규모의 아이스링크가 주경기장과 보조경기장에 각각 1면씩 존재한다. 아이스링크는 레이저측정으로 평활도를 확보했다. 아이스링크 바닥에는 온도 센서를 설치해 최적의 온도를 유지하는 제빙 시스템을 갖췄다.
주경기장, 보조경기장, 서브컴파운드 시설이 한곳에 위치하게 해서 이동거리를 줄였다. 고속도로로 이어지는 35번 국도가 북문과 닿아있고, 선수촌으로 이어지는 7번 국도가 정문과 닿아 있어 접근에 유리하다. 주 개최지인 알펜시아 리조트와 이곳의 거리는 30여분이며, 강릉미디어선수촌과의 거리는 2km이다. 선수촌으로 사용될 장소는 대학교가 운영하는 5성급 유니버스텔이며, 경기진행요원과 자원봉사자를 위한 숙소는 1500명 규모의 학생 생활관으로 경기 기간중에만 활용한다는 계획이다. 향후 활용 계획은 평창동계올림픽 기념관을 설치하고, 종합스포츠시설로써 대회 장소로 활용할 계획이다. 대학생과 지역민의 스포츠레저 문화공간을 마련할 계획이며, 스포츠 관련 학과 학생들의 수업 장소로도 쓰일 예정이다.
동계 올림픽에 앞서 시범 대회로 2017년 4월 2일에서 8일까지 이곳과 강릉 하키 센터에서 2017년 U-18 세계 아이스하키 선수권 대회와 2017 IIHF 아이스하키 여자 세계선수권대회 디비전 Ⅱ 그룹 A 경기를 동시에 개최하였다.